# Gerrit Möhlmann
Gerard "Gerrit" Möhlmann (Apeldoorn, 2 augustus 1950) is een Nederlands voormalig wielrenner. Hij behaalde meerdere podiumplaatsen op de Nederlandse kampioenschappen baanwielrennen voor amateurs en eenmaal voor elite. In 1976 werd hij kampioen op het omnium en in 1978 op de achtervolging. Hij wist verder nog twee wedstrijden te winnen: de Stausee Rundfahrt Klingnau in 1978 en de Hel van het Mergelland in 1988.
Gerrit Möhlmann deed namens Nederland mee aan de Olympische Spelen van 1976 (Montreal) op de ploegenachtervolging, samen met Peter Nieuwenhuis, Herman Ponsteen en Gerrit Slot. Ze eindigden in de vierde kwartfinale op de tweede plaats. Dit resulteerde in een gedeelde vijfde plaats met Italië, Tsjechoslowakije en Polen.
Möhlmann is de vader van de wielrenners Peter Möhlmann en Pleuni Möhlmann en getrouwd met voormalig wielrenster Anne Riemersma.

## Overwinningen
1976
- Nederlands kampioen  omnium, Amateurs

1978
- Stausee Rundfahrt Klingnau
- 5e etappe Olympia's Tour

1979
- Proloog Olympia's Tour (met Jos Lammertink)

1988
- Hel van het Mergelland

1989
- 2e etappe Rond om Schijndel

## Grote ronden
Geen